# Galathopsis
Galathopsis is een geslacht van kreeftachtigen uit de klasse van de Malacostraca (hogere kreeftachtigen).

## Soort
- Galathopsis debilis Henderson, 1885

## Synoniem
- Munidopsis debilis (Henderson, 1885)